# Живецьке озеро
Живецьке озеро – це штучне водосховище, яке розташоване в Сілезькому воєводстві, неподалік від міста Живець.

## Загальна інформація
Воно утворилося в 1966 році в результаті підйому рівня води на річці Соле, долина якої була перегороджена греблею. Південна частина озера розташована на території Живецької западини, майже досягає району середмістя Живця. Північна частина займає вузьку долину і врізається в схили Малого Бескиду. Живецьке озеро виконує туристично-рекреаційну, а також протипаводкову й енергетичну функції.

## Морфометричні дані
Озеро має площу близько 10 км². Максимальна глибина його становить 26,8 метрів, а середня глибина - 8,6 метра. Основними морфометричними параметрами Живецького озера є: загальна потужність - 94,60 млн м³,  , мертва ємність пласта - 3,2 млн м³, компенсаційна потужність - 67,7 млн м³, потужність повені - 23,1 м³, максимальний рівень гребель - 344,86 м над рівнем моря, нормальний рівень гребель - 342,56 м над рівнем моря, мінімальний рівень гребель - 320,94 м над рівнем моря.
При нормальному рівні греблі максимальна довжина водосховища становить 6,6 км, довжина берегової лінії - 33,7 км, ширина резервуара в його центральній частині - 2,5 км, а середня ширина - 1,51 км. Тут розташована гідроелектростанція потужністю 21 МВт.

## Туризм
Живецьке озеро вирізняється неповторною красою. На ньому розташовані пристані, пляжі. Є можливість займатися серфінгом і кататися на яхтах, байдарках.
Гарний вид на озеро відкривається з гори Жар, що відноситься до Малих Бескидів. 

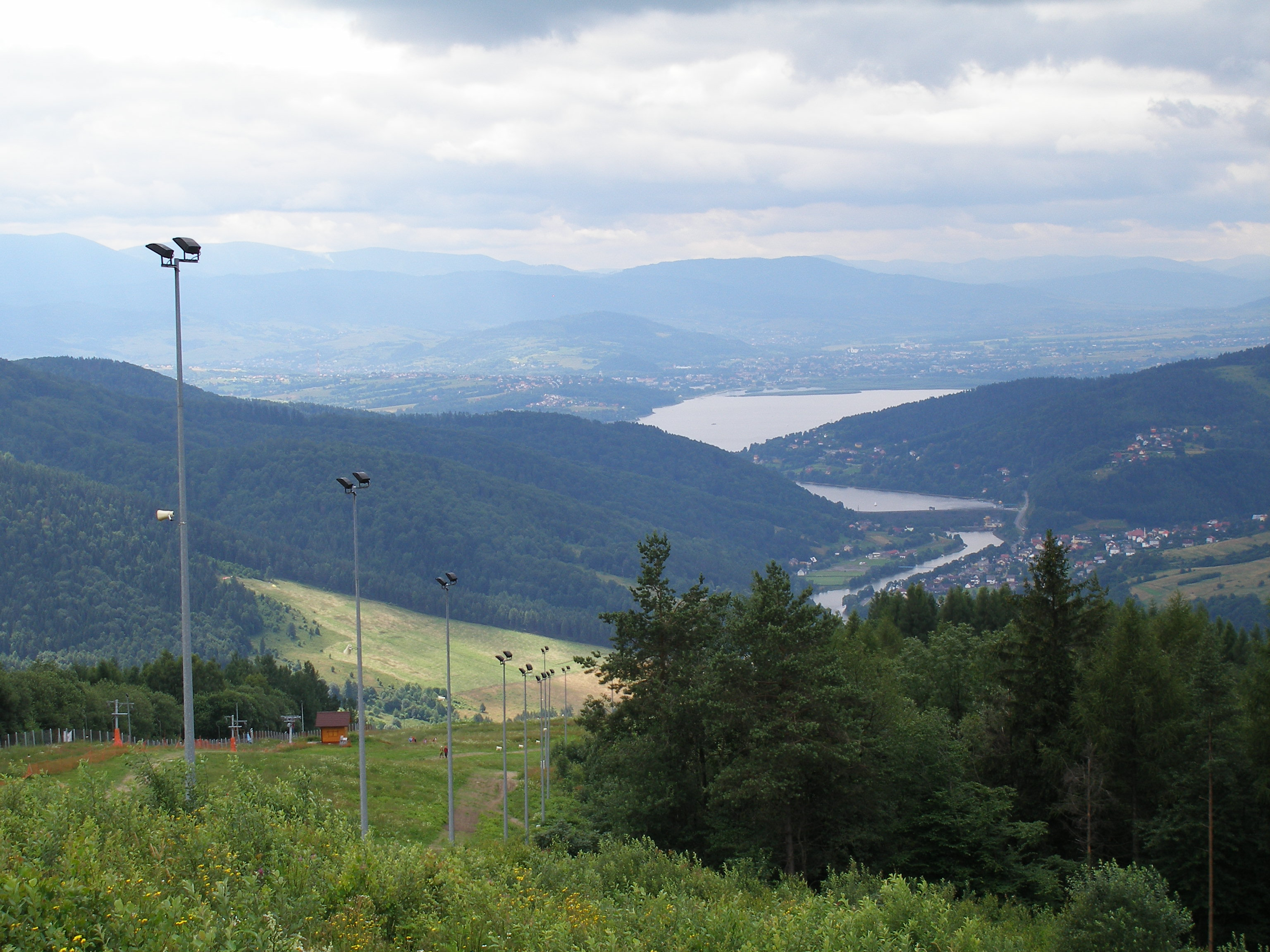
Вид на озеро з гори Жар